# Gau de l'Electorat de Hessen
El Gau de l'Electorat de Hessen (Gau Kurhessen), conegut anteriorment com a Gau de Hessen-Nassau del Nord (Gau Hessen-Nassau-Nord) va ser una divisió administrativa de l'Alemanya nazi de 1933 a 1945 a la província prussiana de Hessen-Nassau. Abans d'això, de 1927 a 1933, era la subdivisió regional del partit nazi en aquesta zona.
El subdivisió nazi en gau (plural alemany Gaue) va ser establert originalment en una conferència del partit, el 22 de maig de 1926, per tal de millorar l'administració de l'estructura del partit. A partir de 1933, després de la presa de poder nazi, els Gaue va reemplaçar cada vegada més els estats alemanys com a subdivisions administratives.
Al capdavant de cada gau es va situar un Gauleiter, una posició cada vegada més poderosa, especialment després de l'esclat de la Segona Guerra Mundial, amb poca interferència des de dalt. El Gauleiter local sovint ocupava càrrecs governamentals i de partit, i s'encarregava, entre altres coses, de la propaganda i la vigilància i, a partir de setembre de 1944, el Volkssturm i la defensa de la Gau.
El.gau va ser originalment part de la Gau de Hessen que es va dividir el 1927. Originalment anomenat Gau de Hessen-Nassau del Nord, el 1934 es va reorganitzar i es va reanomenar Gau de l'Electorat de Hessen.
El primer Gauleiter en va ser Walter Schultz de 1927 a 1928, seguit de Karl Weinrich de 1928 a 1943. Karl Gerland va succeir Weinrich, inicialment en una posició interina abans de ser promogut Gauleiter el 1944. Gerland va morir en acció a l'abril de 1945. Weinrich, el seu predecessor que va ser retirat de la seva posició per incompetència durant un atac de bombardeig a Kassel, va sobreviure a la guerra, va ser sentenciat a deu anys de presó el 1949 i va morir el 1973.

## Gauleiters
- 1927-1928: Walter Schultz
- 1928-1943: Karl Weinrich
- 1943-1945: Karl Gerland